# Skallahögbjär
Skallahögbjär, även benämnd Skallahöjbjer eller bara Skallahöj är en höjd (55 meter över havet) i Rörums socken i Simrishamns kommun i Skåne län. På toppen av höjden finns en gravhög,  10 meter i diameter. Ett ensamt hagtornsträd växer på gravhögen.

## Sägen om Skallahögbjär
Folklivsarkivet i Lund har 1929 nedtecknat följande sägen om varför trädet på toppen får stå kvar
| ”                                                               | De gamle berättade att här förr var skog överallt kring Rörum. En gång hade en kvinna råkat ut för en varg. Han var efter henne, men då hon kom till Skallehöjbjär drog hon av sig sin skinnklocka och slängde den på körnebusken. Sen skyndade hon ner mot byn. Vargen blev tydligen något förvillad och kvinnan fick ett litet försprång och kom lyckligt till byn. När sedan skogen fick denna körnebusken stå kvar som ett minne. Så berättade gamle. | „ |
| – Per Jeppsson Rörum, född 1847, nedtecknat 1929 av Olle Thulin | |   |